# Templo da Lua (Peru)

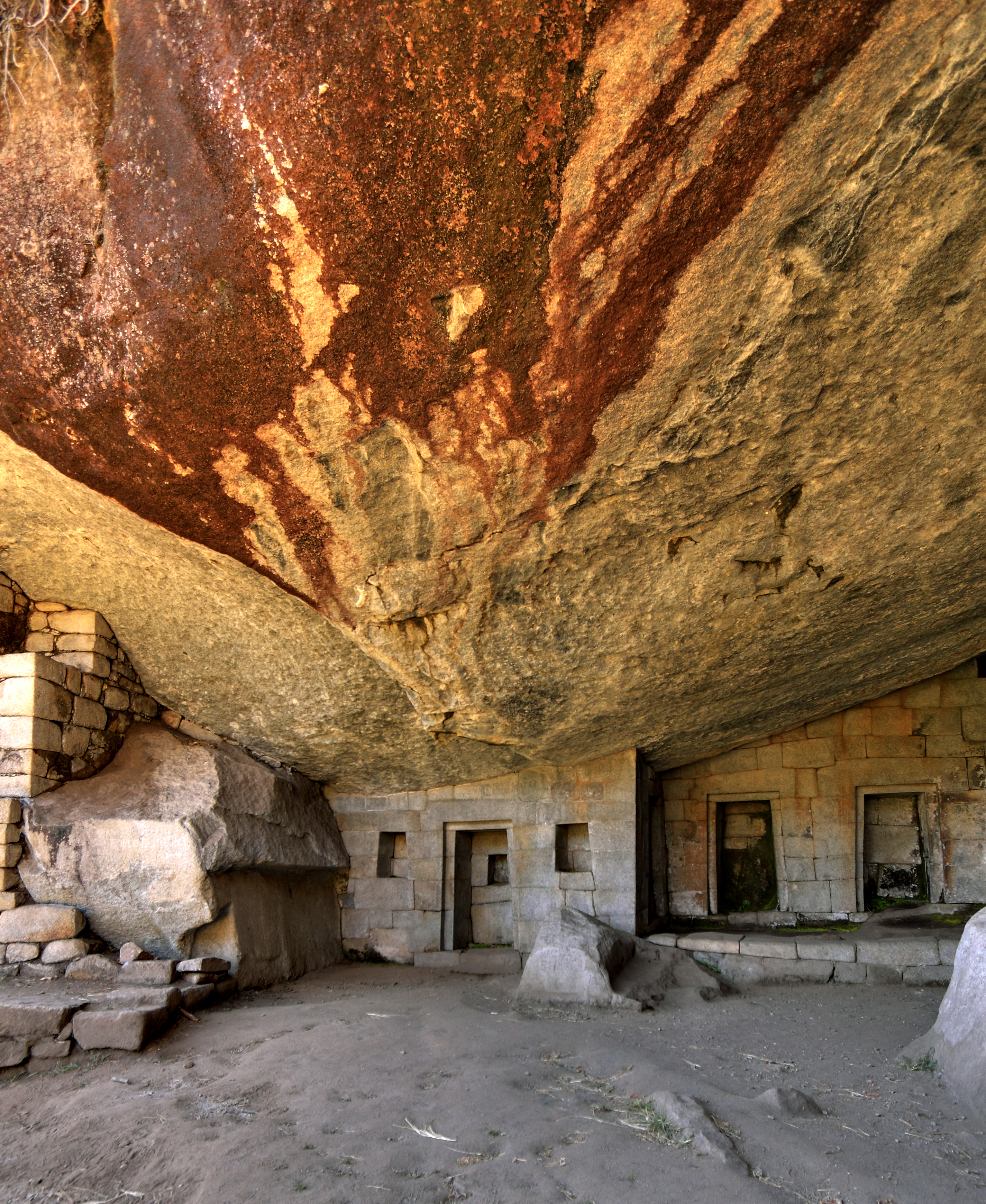
Construções bem ajustadas dentro da caverna

O Templo da Lua é resto de um templo cerimonial inca em Huayna Picchu, perto de Machu Picchu, no Peru . O sítio arqueológico é composto de alvenaria de pedra e uma caverna pouco profunda e aberta.
No centro da gruta está uma escultura escalonada esculpida na rocha. Ao lado da escultura em forma de trono existem degraus que levam mais profundamente à caverna. Acredita-se que as cavernas eram usadas para abrigar múmias . O Templo da Lua data de há 1500 anos efoi redescoberto em 1936. Fica a 390 metros (1 300 pé) por baixo do cume no lado norte de Huayna Picchu .

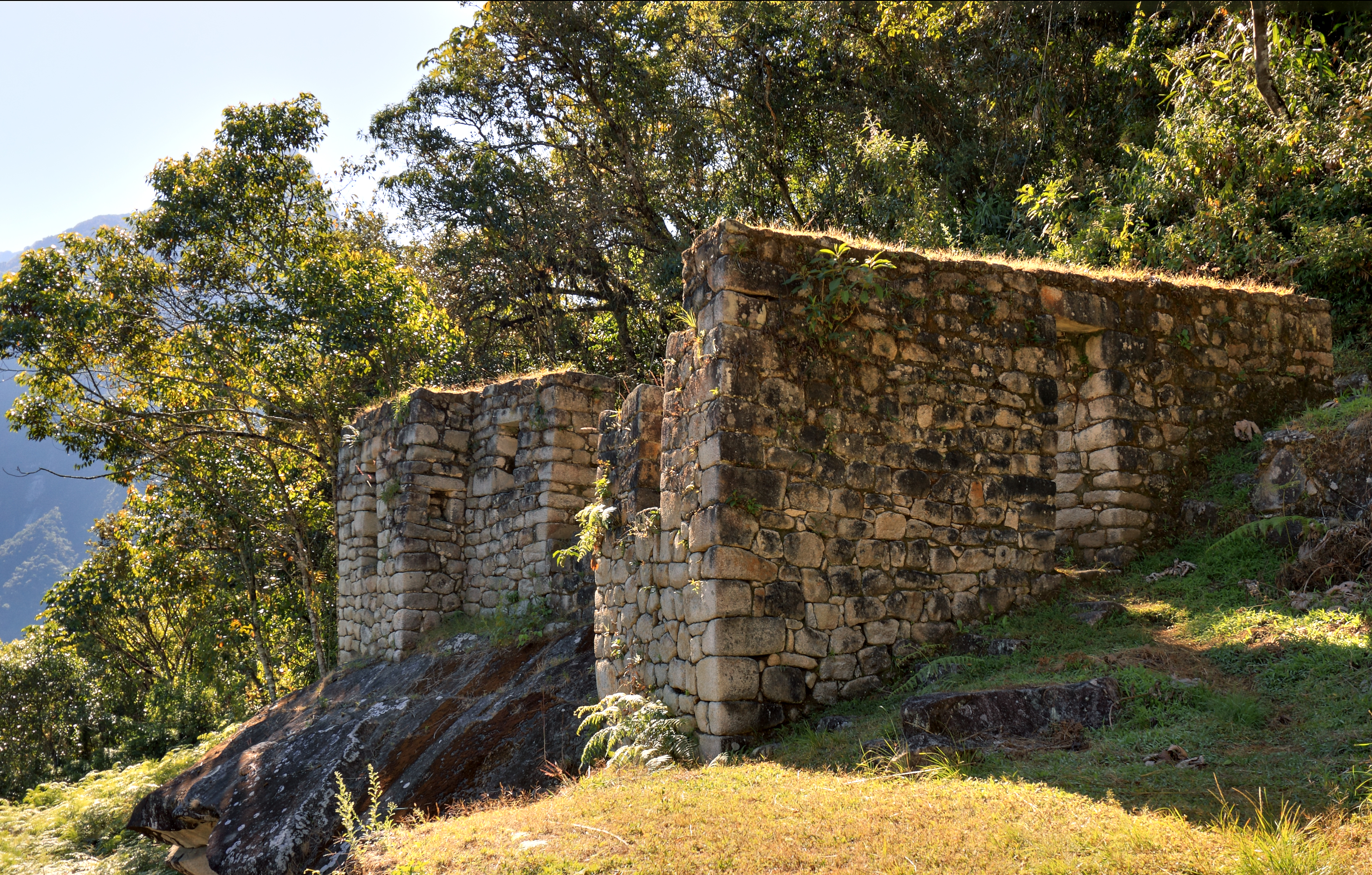
Ruínas incas perto da caverna